# 玄海町立有浦中学校
玄海町立有浦中学校（げんかいちょうりつ ありうらちゅうがっこう）は佐賀県東松浦郡玄海町大字新田にかつて存在した町立の中学校。2015年（平成27年）3月末に閉校した。

## 概要
歴史
1947年（昭和22年）の学制改革により、新制中学校「有浦村立有浦中学校」として有浦村立有浦小学校に併設される。現校名になったのは1956年（昭和31年）。1974年（昭和49年）に現在地に移転。創立から68年目の2015年（平成27年）には、値賀小との統合により、玄海町立玄海中学校が新設。2017年（平成29年）には玄海小と玄海中の統合により、義務教育学校「玄海町立玄海みらい学園」が新設され、旧・有浦中学校校地に新校舎が建設された。
校章
「中」の文字と有浦のイニシャル「A」を図案化したものを組み合わせている。校旗は紫色の旗地に、金色の糸で「中」の文字が、銀色の糸で図案化した「A」がフチ取られている。
校歌
1958年（昭和33年）1月に制定。作詞は中島哀浪、作曲は豊増昇による。歌詞は3番まであり、各番に校名の「有浦」が登場する。

## 沿革
- 1947年（昭和22年）4月 - 学制改革（六・三制の実施）により、新制中学校「有浦村立有浦中学校」が開校。
  - 校舎完成までの間、当面有浦村立有浦小学校に併設される。初代校長は中村円治。
- 1948年（昭和23年）5月 - 東側隣接地に木造2階建ての新校舎が完成。小学校校舎一部の借用を解消。
- 1956年（昭和31年）9月30日 - 玄海町の発足により、「玄海町立有浦小学校」に改称。
- 1957年（昭和32年）4月1日 - 石田、花の木、仮屋が有浦中学校区となる。
- 1958年（昭和33年）
  - 1月1日 - 切木村の一部（田代・藤平・座川内・湯野尾）が玄海町に編入されたため、有浦中学校区となる（切木小学校より移管）。
  - 1月10日 - 校歌を制定。
- 1961年（昭和36年） - 生徒数が最大の524名（男子282名・女子242名）を記録する。木造2階建ての校舎（普通教室4・特別教室4）を増築。
- 1964年（昭和39年）から1967年（昭和42年）- 家事室・技術室・体育倉庫が完成。
- 1974年（昭和49年）7月 - 現在地に鉄筋コンクリート造3階建ての新校舎が完成し、移転を完了。
- 1975年（昭和50年）- 屋内運動場（体育館）が完成。
- 1976年（昭和51年）- プールが完成。
- 2015年（平成27年）3月31日 - 閉校。68年の歴史に幕を下ろす。

閉校後
- 2015年（平成27年）4月1日 - 玄海町内の中学校2校（有徳・値賀）が統合され、「玄海町立玄海中学校」が新設される。
  - 同時期に新設された玄海町立玄海小学校とともに、小中一貫教育を開始。有浦中学校の校地に新校舎が完成。
- 2017年（平成29年）4月1日 - 玄海小学校と玄海中学校を統合の上、義務教育学校「玄海町立玄海みらい学園」が新設される。

## 交通
最寄りのバス停
- 昭和バス 「金の手」バス停

最寄りの幹線道路
- 国道204号
- 佐賀県道292号加倉仮屋港線

## 周辺
- 玄海町総合運動場
- 玄海球場
- 玄海町町民会館
- 玄海町社会体育館
- ふるさと発想館
- 綿積神社

## 参考資料
- 「玄海町史 下巻」（2000年（平成12年）3月, 玄海町史編纂員会）p.242 - p.245

## 関連事項
- 佐賀県中学校の廃校一覧